# Aleksandrs Apsītis
Aleksandrs Apsītis, né le 6 avril 1880 à Riga et mort le 9 septembre 1943 à Ludwigslust en Allemagne, est un artiste peintre, graphiste et illustrateur letton.

## Biographie

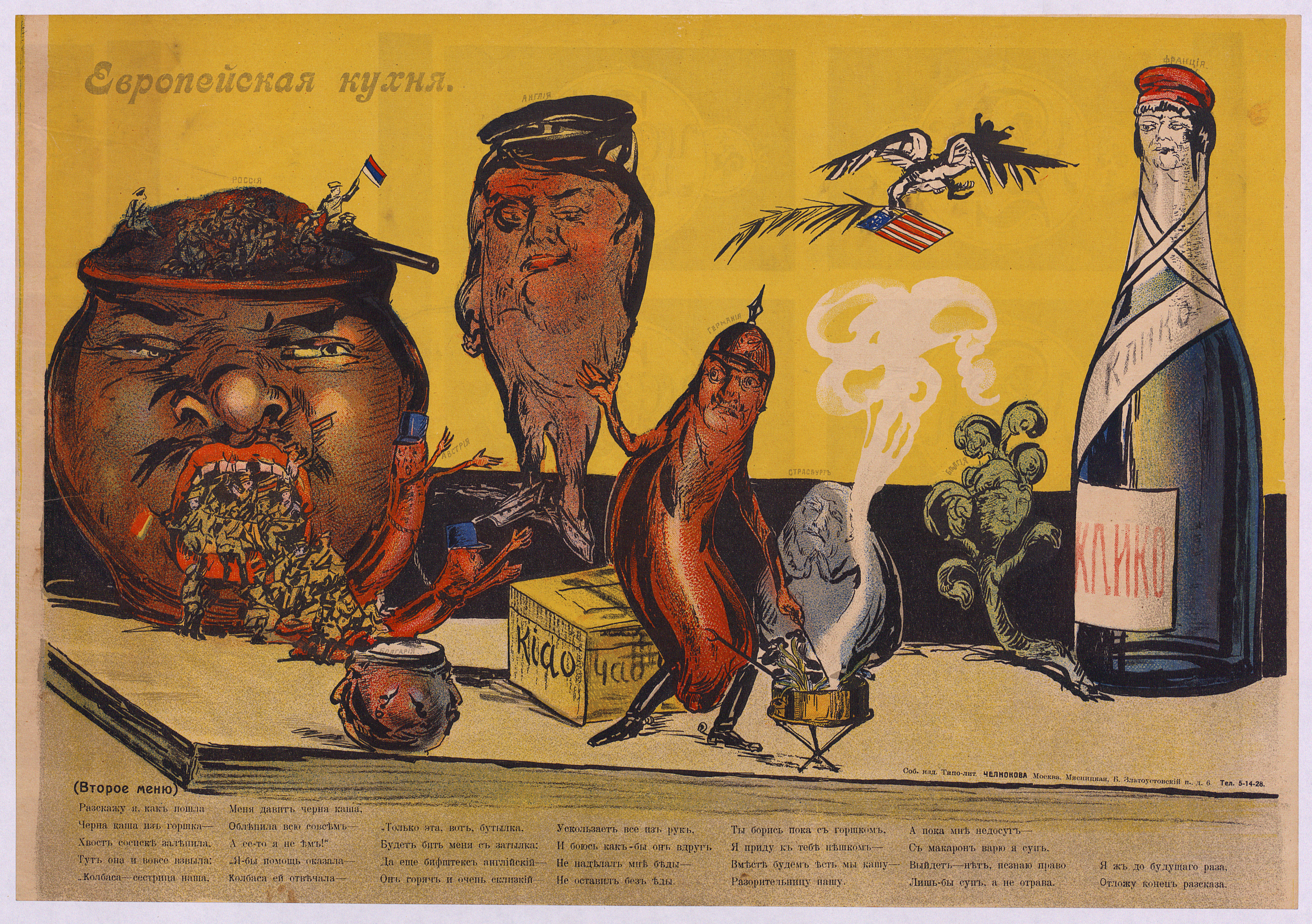
La Cuisine européenne, par Aleksandrs Apsītis, tableau critique publié en 1914. La pulpe russe gonfle hors de la marmite et colle fermement les saucisses autrichiennes sur le sol. Les saucisses allemandes sont appelées à l'aide, mais elles sont occupées à faire cuire les macaronis italiens et sont même sous observation du champagne et des rosbifs.

Aleksandrs Apsītis naît à Riga. Son père, Pēteris Apsītis, est ouvrier. En 1894, la famille s'installe à Saint-Pétersbourg, où Aleksandrs suit une formation à l'atelier de gravure de Lev Dmitriev-Kavkazski entre 1898 et 1899. Il entame ensuite une carrière d'illustrateur. En 1900, il rejoint l'association artistique et littéraire moscovite Sreda (qui signifie littéralement « Mercredi » en français). Il participe aux expositions à partir de 1903, notamment celle intitulée Blanc et Noir. En 1902-1906, ses œuvres sont publiées dans les périodiques Niva, Rodina (Родина), Zvezda (Звезда), Doukh vremeni (Дух времени) sous les pseudonymes Aspid, A. Petrov, Osinine et Skif. Il réalise les illustrations pour les livres de Maxime Gorki, Anton Tchekhov, Ivan Tourgueniev, Nikolaï Leskov. En 1912, paraît une nouvelle édition de Guerre et Paix avec ses illustrations. Lors de la Première Guerre mondiale, il conçoit et réalise plus d'une cinquantaine d'affiches de propagande.
Apsītis rentre en Lettonie en 1921. En tant qu'illustrateur il collabore avec les éditions d'Andrejs Jesens (collection Jaunības bibliotēka) et les journaux Jaunā nedēļa, Atpūta, Zeltene, Latvijas Jaunatne, Ilustrēts žurnāls, Tautas žurnāls visiem. Il crée le design de papiers à bonbons pour la confiserie Laima. Il dessine également des cartes postales. En peinture, il crée principalement des grands tableaux figuratifs, comme la composition illustrant la Bataille de Durbe.
En 1939, l'artiste part vivre en Allemagne où il décède en 1943, à l'âge de 63 ans.